# Eleanor Robinson
Eleanor "Ellie" Robinson (nacida el 30 de agosto del 2001) es una de las nadadoras con discapacidad de mayor proyección de Gran Bretaña. Compitiendo en los eventos SB6 y S6, Robinson tiene el mejor registro británico en 50 m mariposa y el registro mundial en los 100 m, encuadrados ambos en la edad de 13 años.
En 2016, Robinson ganó cuatro medallas en el Campeonato Europeo de Natación IPC del 2016. Ha prolongado este éxito en los Juegos Paralímpicos de Río de Janeiro en 2016, donde ganó la medalla de oro en S6 50 m mariposa.

## Vida personal
Robinson nació en 2001 y vive en Northampton, Inglaterra. En noviembre del 2012 fue diagnosticada con una enfermedad en la cadera llamada Perthes, que requiere el tratamiento con fisioterapia diaria.

## Carrera en la natación
Robinson empezó a nadar a la edad de cuatro años, y empezó competir en 2012. Paró de entrenar después de ser diagnosticada de la enfermedad Perthes, pero regresó a la piscina en abril del 2014. En 2014 Robinson se matriculó en el Programa Británico Robinson con Potencial de Podio en Clase Mundial.
Hizo su debut internacional senior representando a Gran Bretaña en el Internationale Deutsche Meisterschaften del 2015 en Berlín. En dicho torneo consigue un registro mundial en el 100 m mariposa, con un crono de 1:26.30. Siguió esta actuación con una plata en el 50 m mariposa, en el que mejoró el mejor registro británico, que ella misma poseía, y un bronce en el 200 m mariposa.
En el 2016, durante la preparación de los Juegos Paralímpicos de Río de Janeiro, Robinson mejoró de nuevo su récord británico de 50 m mariposa, marcando 36.34 y ganando la medalla de oro. Con esta marca también consiguió rebajar el tiempo de calificación de los Paralímpicos. Siguió esta victoria con su primer torneo internacional importante, representando Gran Bretaña en el Campeonato Europeo de Natación IPC del 2016 en Funchal. En dicho torneo Robinson participó en cinco categorías, ganando medallas en cuatro de ellas. En 200 m Individual Medley (SM6)  acabó cuarta, pero ganó medallas de bronce en las categorías de 50 m, 100 m y 400 m freestyle. En los 50 m mariposa fue relegada al segundo puesto por el entonces campeón Paralímpico, el ucraniano Oksana Khrul. Khrul, quien tenía el registro mundial de 50 m en 36.05, obtenido en los Juegos Paralímpicos de Londres del 2012, mejoró su tiempo con una marca de 35.48. El tiempo con el que Robinson ganó la de medalla de plata fue de 35.66, bajando el registro Mundial del 2012.
Robinson ganó la medalla de oro femenino en la competición S6 50 m mariposa en los Juegos Paralímpicos de Río de Janeiro del 2016, con un nuevo récord paralímpico de 35.58 segundos, batiendo al campeón del 2012 Oksana Khrul, el cual ocupó la segunda posición.